# 82e Legerkorps (Wehrmacht)
Het Duitse 82e Legerkorps (Duits: Generalkommando LXXXII. Armeekorps) was een Duits legerkorps van de Wehrmacht tijdens de Tweede Wereldoorlog. Het korps werd eerst ingezet in Frankrijk als bezettingsmacht/kustverdediging en later in actie aan het Westfront

## Krijgsgeschiedenis

### Oprichting
Het 82e Legerkorps werd opgericht op 25 mei 1942 door omdopen van het Höheres Kommando z.b.V. XXXVII.

### 1942/43

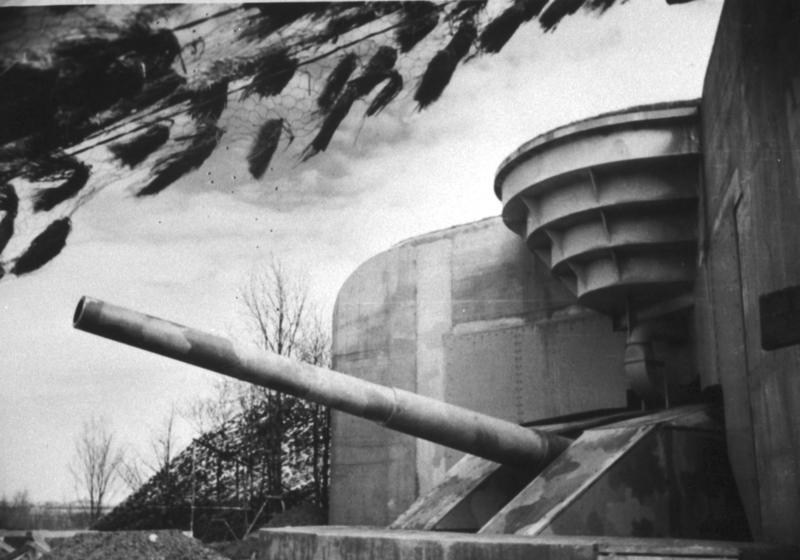
Kanon van de Duitse ‘’Batterie Todt’’

Op de dag van oprichting was het hoofdkwartier gevestigd in Lille en waren 4 divisies beschikbaar voor de kustverdediging van de Schelde-monding tot Wimereux: de 106e, 304e, 306e en 321e Infanteriedivisies. Op 2 juli 1942 werd de zuidgrens van het korps verlegd naar de Somme-monding. Op 17 juli werd de noordgrens opgerekt en nu vielen Walcheren en Noord- en Zuid-Beveland ook onder het korps-gebied. Op 12 augustus werd dit weer ongedaan gemaakt: de grens lag vanaf nu bij Wenduine. Het hoofdkwartier werd op 19 augustus verplaatst naar Aire-sur-la-Lys. Op 13 november schoof de noordgrens weer, nu naar de Frans-Belgische grens. Op 15 december beschikte het korps over de 106e en 161e Infanteriedivisies en de 182e Reservedivisie. In de eerste maanden van 1943 kreeg het korps de opdracht om verschillende nieuwe divisies op te stellen, met dezelfde nummers als degenen die in Stalingrad verloren gegaan waren. Op 7 juli 1943 bestond het korps uit de 156e en 191e reservedivisies en de 18e Luftwaffen-Felddivisie. 

### 1944

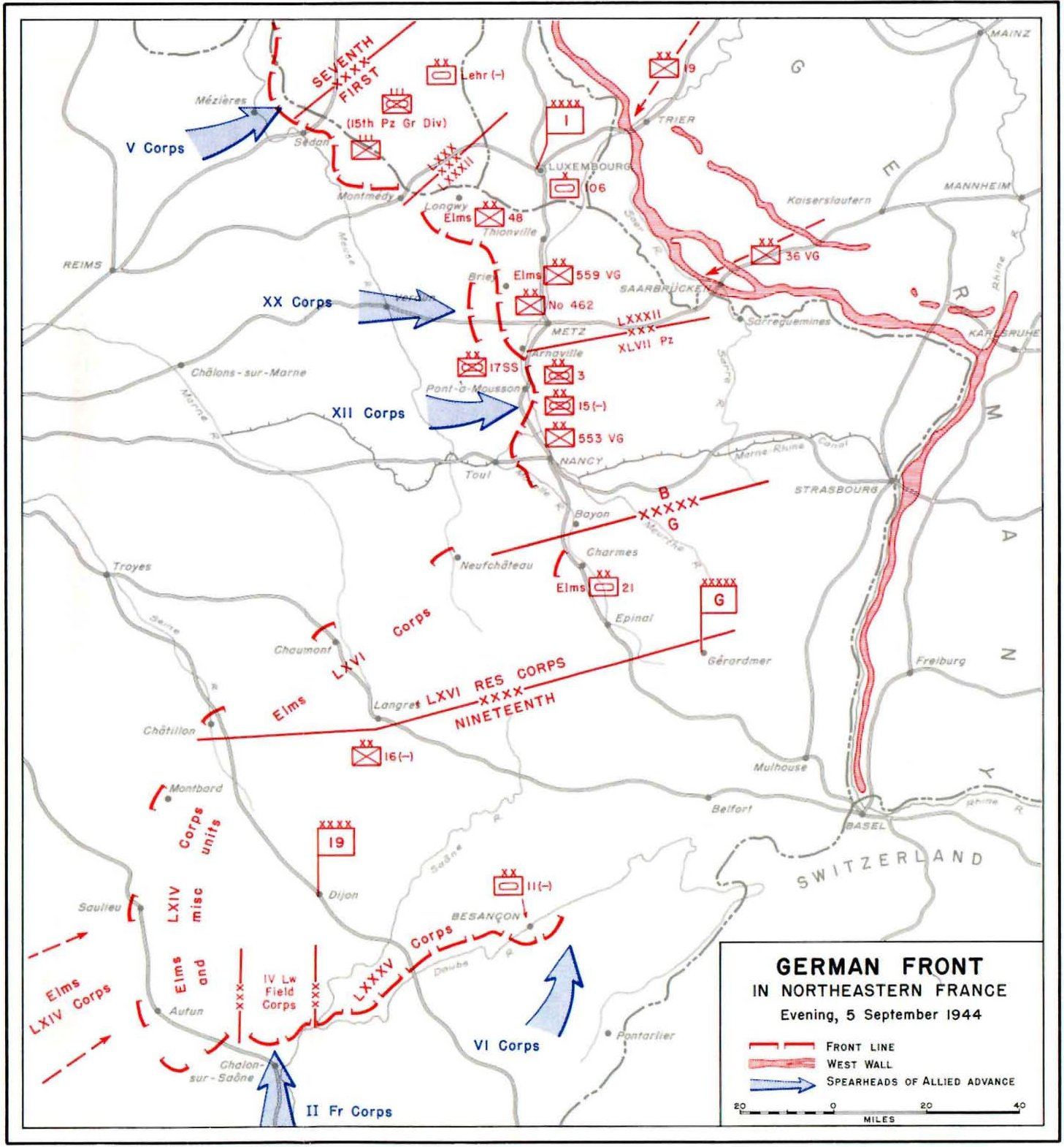
Het Duitse front in Frankrijk op 5 september 1944

Op 1 juni 1944 had het korps 3 divisies in de kustverdediging. Van de Frans-Belgische grens tot Marck de 18e Luftwaffenfelddivisie, van Marck tot Équihen-Plage de 47e Infanteriedivisie en van Equihen-Plage tot Merlimont-Plage de 49e Infanteriedivisie. Verder stonden meer naar het binnenland nog drie divisies in reserve: de 326e en 331e Infanteriedivisies en de 182e Reservedivisie. Tot het moment dat de geallieerden in Normandië landden op 6 juni, had het korps meer dan 2 jaar het kustgebied verdedigd dat het meest waarschijnlijk was geweest als landingsplaats. Nadat de Duitsers de Slag om Normandië verloren hadden en de algemene terugtocht ingezet werd, verliet ook het korps zijn posities en verplaatste zich naar het gebied Champagne en kwam daar onder het 1e Leger vanaf 20 augustus 1944. Op 5 september bevond het korps zich tussen noordelijk van Thionville en Metz. Aangezien er zich redelijk wat SS-troepen rond Metz bevonden, nam het 13e SS-Korps op 7 september dit gebied over en schoof het 82e Legerkorps iets naar het noorden. Op 16 september 1944 beschikte het korps over de 19e, 36e en 559e Grenadierdivisies. Begin oktober bevond de frontlijn van het korps zich tussen Saarlautern en Luxemburg. Langzaam maar zeker werd het korps teruggedrongen door het US 3e Leger richting de Duitse grens. Uiteindelijk, in de nacht van 1 op 2 december trokken de resten van het korps zich, in goede orde, bij Rehlingen over de Saar terug en verschansten zich in de Westwall. De nu volgende anderhalve maand waren relatief rustig. Het Ardennen-offensief speelde zich af ten noorden en Operatie Nordwind ten zuiden van het korps-gebied. 

### 1945

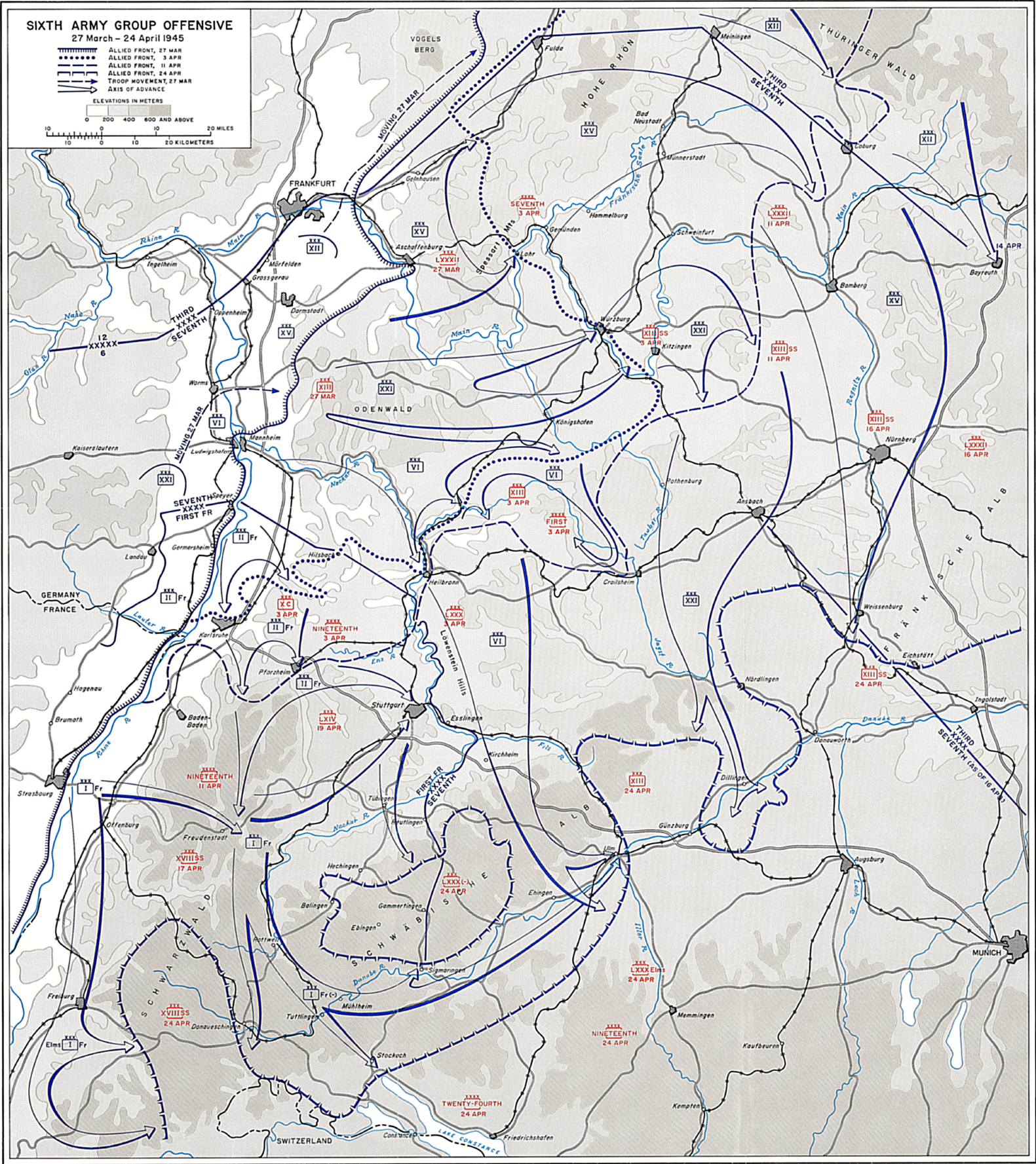
Amerikaanse offensief door Zuid-Duitsland 1945

Op 16 januari 1945 kreeg het korps de 11e Pantserdivisie toegewezen van Heeresgruppe G, ten behoeve van een afleidings-aanval in de zogenaamde ‘’Orscholzriegel’’. De aanval gedurende 3 dagen leverde een beperkt resultaat op. De volgende weken ging het korps voortdurend onder plaatselijke Amerikaanse aanvallen gebukt. Pas op 21 februari viel de US 10th Armored Division vol aan en veegde de Saar-Moezel driehoek geheel schoon tot 1 maart. Het korps werd volledig aan de kant geschoven. Het korps bezetten nu een frontlijn tussenTrier en Merzig. Bij het begin van het geallieerde offensief in de Saar-Pfalz driehoek, vanaf 12 maart, verdedigde het korps deze frontlijn. Het korps werd vol aangevallen door het US 20e Legerkorps en moest zich terugtrekken in de richting van Speyer. Tot aan 24 maart stak het korps de Rijn over. Maar dit was eigenlijk geen korps meer, maar restanten. Het US 7e Leger schatte in dat de twee betrokken Duitse legers in deze korte veldtocht 75 tot 80% van hun infanteriesterkte verloren. Het korps werd iets noordelijker verplaatsten en was vanaf 25 maart in actie bij Aschaffenburg. Voor de verdediging van deze plaats had het korps de beschikking over de 416e Infanteriedivisie, de 36e en 256e Volksgrenadierdivisies en de 413e Vervangingsdivisie. De Amerikanen vielen vanaf 26 maart aan, veroverden al snel een bruggenhoofd over de Main. Het korps moest zich op 30 maart terugtrekken van de rivier en Aschaffenburg bleef omsingeld achter (overgave 3 april 1945). Het korps trok zich naar het oosten terug en was op 11 april ten noordoosten van Bamberg. Vandaar ging het verder en op 16 april stond het korps oost van Neurenberg. Aan de slag om deze stad, van 16 tot 20 april, was het korps slechts zijdelings betrokken. Op 19 april stond het korps voor Regensburg, met de 416e Infanteriedivisie, de 36e Volksgrenadierdivisie en de 17e SS-Pantsergrenadierdivisie „Götz von Berlichingen“. In de nacht van 23 op 24 april staken de eerste twee divisies de Donau over bij Regensburg, de SS-divisie echter bij Kelheim (en viel daarna onder het 13e SS-Korps). Na de val van Regensburg trok het korps verder terug en verdedigde de Isar tussen Landshut en Deggendorf rond 29 april.

Op 8 mei 1945 capituleerde het 82e Legerkorps ten noordoosten van München aan de Amerikanen in de algehele capitulatie van de Wehrmacht.

## Bovenliggende bevelslagen
| Leger     | Legergroep     | Plaats/regio      | Begin            | Eind             |
| --------- | -------------- | ----------------- | ---------------- | ---------------- |
| 15. Armee | Heeresgruppe D | Noord-Frankrijk   | 25 mei 1942      | mei 1944         |
| 15. Armee | Heeresgruppe B | Noord-Frankrijk   | mei 1944         | 20 augustus 1944 |
| 1. Armee  | Heeresgruppe B | Champagne         | 20 augustus 1944 | september 1944   |
| 1. Armee  | Heeresgruppe G | Saarland          | september 1944   | maart 1945       |
| 7. Armee  | Heeresgruppe G | Hessen            | maart 1945       | 10 april 1945    |
| 1. Armee  | Heeresgruppe G | Hessen, Thüringen | 10 april 1945    | 8 mei 1945       |

## Commandanten

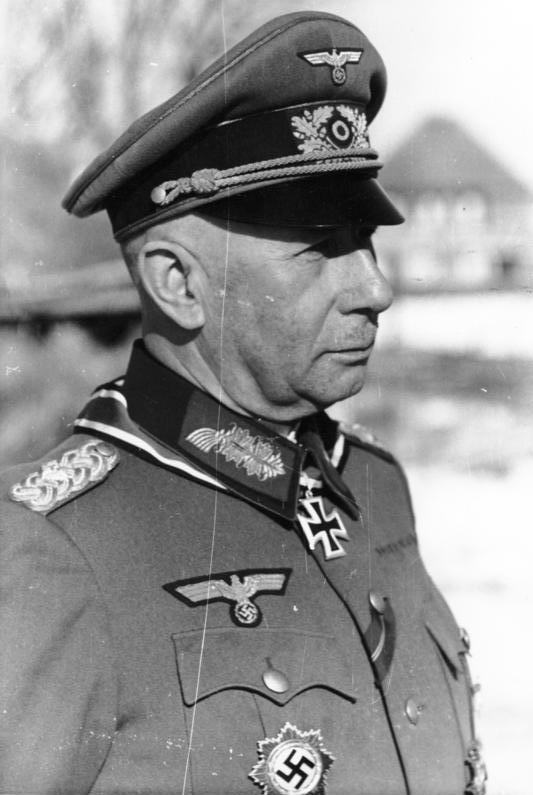
General Walter Lucht

| Rang                   | Naam                   | Begin            | Eind             |
| ---------------------- | ---------------------- | ---------------- | ---------------- |
| General der Infanterie | Alfred Böhm-Tettelbach | 25 mei 1942      | 31 oktober 1942  |
| General der Infanterie | Ernst Dehner           | 31 oktober 1942  | 1 april 1943     |
| General der Pioniere   | Erwin Jänecke          | 1 april 1943     | 1 juni 1943      |
| General der Infanterie | Ernst Dehner           | 1 juni 1943      | 10 juli 1943     |
| General der Artillerie | Johann Sinnhuber       | 10 juli 1943     | 1 september 1944 |
| General der Infanterie | Walter Hörnlein        | 1 september 1944 | 30 januari 1945  |
| General der Infanterie | Walther Hahm           | 30 januari 1945  | 1 april 1945     |
| Generalleutnant        | Theodor Tolsdorff      | 1 april 1945     | 15 april 1945    |
| General der Infanterie | Walter Lucht           | 15 april 1945    | 20 april 1945    |
| Generalleutnant        | Theodor Tolsdorff      | 20 april 1945    | 8 mei 1945       |